# Allan Dykstra
Allan Christopher Dykstra (né le 21 mai 1987 à San Diego, Californie, États-Unis) est un joueur de premier but de la Ligue majeure de baseball. Il est présentement agent libre.

## Carrière
Allan Dykstra est repêché au 34e tour de sélection par les Red Sox de Boston en 2005 mais il ne signe pas de contrat avec l'équipe. Il rejoint les Demon Deacons de l'université de Wake Forest et devient le choix de première ronde des Padres de San Diego et 23e athlète sélectionné au total lors du repêchage amateur de juin 2008.
Il amorce sa carrière professionnelle en ligues mineures dans l'organisation des Padres en 2008. Le 29 mars 2011, San Diego l'échange aux Mets de New York contre le lanceur droitier Eddie Kunz. Après 4 saisons supplémentaires disputées en ligues mineures avec des clubs affiliés aux Mets, Dykstra devient agent libre et rejoint le 19 novembre 2014 les Rays de Tampa Bay.
Allan Dykstra fait ses débuts dans le baseball majeur avec Tampa Bay le 8 avril 2015. Il réussit son premier coup sûr dans les majeures le 13 avril 2015 aux dépens du lanceur R. A. Dickey des Blue Jays de Toronto et son premier circuit le 17 avril suivent contre le lanceur Adam Warren des Yankees de New York.